# Gulbahar Jalilova
 (mai 2024).
Gulbahar Jalilova est une citoyenne kazakhe réfugiée en France, survivante des camps d'internement en Chine destinés notamment aux Ouïghours.

## Biographie
De mai 2017 à septembre 2018, elle est détenue durant 15 mois dans un camp dit « de rééducation » à Ürümqi, la capitale du Xinjiang, sans motif.

« Pour l'interrogatoire, je suis arrivée enchaînée dans une salle sans caméras où j'ai été  torturée par des décharges électriques. Ils voulaient que je signe des aveux mais j’ai refusé »

Après sa sortie du camp, elle est menacée par des policiers, qui lui affirment que si elle parle, ils la retrouveront, où qu'elle soit dans le monde.
Elle s'exile en Turquie puis demande l'asile en France, où elle obtient le statut de réfugiée politique.
Gulbahar Jalilova est l'une des premières victimes à témoigner de ce qu'elle a vécu dans l'univers concentrationnaire destinés aux populations musulmanes en Chine, ce qui lui vaut d'être harcelée et menacée. 
En juin 2021, avec 8 autres victimes, elle témoigne à Londres devant un tribunal populaire chargé de statuer sur la qualification des exactions à l'encontre des populations musulmanes en Chine, dont les populations ouïghoure et kazakhe. Malgré les risques encourus, elle fait partie des 12 rescapés des camps qui témoignent publiquement.
Le 8 mai 2024, Dilnur Reyhan publie sur les réseaux sociaux un appel urgent : un groupe de 9 personnes attend en bas de la résidence de Gulbahar Jalilova, à Paris, et sonnent à sa porte. Cette dernière se sent alors en danger, la police intervient et interpelle le groupe pour les interroger. Selon Libération, elle a bien été victime d'intimidation, voire d'une tentative d'enlèvement.